# Vøringsfossen
Vøringsfossen je vodopád v Norsku na říčce Bjoreio v národním parku Hardangervidda. Vodopád stéká z náhorní plošiny do hluboce zaříznutého Måbødalen. Má výšku 182 m a je tak 83. nejvyšší v Norsku. Jedná se o kaskádovitý vodopád, nejvyšší stupeň má výšku 163 m. Je to jeden z nejznámějších (pokud ne úplně nejznámější) vodopádů v Norsku a nejnavštěvovanější přírodní atrakce v zemi.